# Judas Tadeu de Campos

Judas Tadeu de Campos.

Judas Tadeu de Campos (Taubaté – São Luiz do Paraitinga, 31 de agosto de 2024) foi um educador, historiador e jornalista brasileiro, especializado em cultura caipira, etnografia da educação e formação de professores. Destacou-se como especialista na história de São Luiz do Paraitinga, município do Vale do Paraíba paulista.

## Carreira
Graduou-se em Pedagogia pela Universidade de Taubaté – UNITAU (1979), onde também lecionou, entre 1993 e 2010, nas áreas da Sociologia da Educação e da Gestão Pedagógica, especializando-se em Comunicação Social (1993) pela mesma universidade.
Concluiu seu mestrado em 1998 e seu doutorado em 2002, ambos na área da Educação, pela Pontifícia Universidade Católica de São Paulo – PUC-SP, com foco na temática da cultura caipira.
Entre 1969 e 1996, foi jornalista freelancer do jornal O Estado de S. Paulo. Em 1985, passou a atuar também na educação básica, em cargos de gestão e administração.

## Principais obras
Suas principais obras abordaram, especialmente, o tema da educação, da cultura caipira e da história de São Luiz do Paraitinga, em especial a imprensa e a religião na cidade.
- CAMPOS, J. T. Imprensa e Religião em São Luís do Paraitinga: do Império a Primeira República. Taubaté: UNITAU, 1997.
- CAMPOS, J. T. A imprensa em uma cidade imperial paulista. Taubaté: Acervo Mídia Regional do Vale do Paraíba, 1997.
- CAMPOS, J. T. Festa do Divino Espírito Santo em São Luís do Paraitinga: decadência ou transição? Taubaté: Revista de Ciências Humanas, 1997.
- CAMPOS, J. T. Um educador nas fronteiras da cultura caipira. São Paulo: PUC-SP, 1998.
- CAMPOS, J. T. Escola rural e cultura caipira: abrindo a porteira. Taubaté: Revista de Ciências Humanas, 1999.
- CAMPOS, J. T. Currículo e cultura: a formação do caipira. São Paulo: PUC-SP, 2002.
- CAMPOS, J. T. A Imperial São Luiz do Paraitinga: História, Educação e Cultura. Taubaté: Resolução Gráfica, 2011.
- CAMPOS, J. T. A educação do caipira: sua origem e formação. Taubaté: Educação & Sociedade, 2011.
- CAMPOS, J. T. Uma pesquisa pioneira para a compreensão da cultura caipira. São Paulo: Estudos Avançados (USP), 2012.